# Army Beta
Army Beta je neverbalna dopolnitev Army Alfe, testa, ki ga je sestavil Robert Yerkes s šestimi člani odbora, da bi med prvo svetovno vojno testirali približno 1,5 milijona vojaških novincev v Združenih državah Amerike. Test je bil uporabljen za ocenjevanje nepismenih, nešolanih in tujejezičnih vojaških nabornikov. Uporabljen je bil kot prototip testov kognitivnih sposobnosti, ki so sledili kasneje. Čas reševanja testa je bil približno 50 do 60 minut in se je po navadi izvajal v skupinah po 100-200 mož. Test se je prenehal izvajati po prvi svetovni vojni. Razvoj Army beta testa in testa za preverjanje tujejezičnih govorcev in nepismenih sta predstavljala določene probleme. Uporaba predstavitvenih kart in pantomime za izražanje navodil osebam, ki so jih testirali, sta se izkazala za uspešno. Nov tip beta testa, pri katerem so se uporabljali geometrijski liki, okrnjene slike itd., je zahteval drugačna načela v sami strukturi testa. Individualni testi zmogljivosti so vsebovali tudi dodatne in specifične standarde v postavitvi in ocenjevanju.

## Struktura
Army Beta je razdeljena na 7 testov. Vojaški novinci so bili naprošeni, da vsakega izmed testov poskušajo rešiti kar najhitreje. materiali, potrebni za ta test so: okvir šolske table, tabla in kosi kartona.

### Test 1
Ta test dokazuje sposobnost novincev slediti poti v labirintu. Da bi to dosegli, izvajalec testa prosi demonstratorja,  naj počasi s svinčnikom potuje po labirintu, medtem ko ga testiranci opazujejo. Ob tem demonstrator v določeni točki namenoma naredi napako in počaka, da ga izvajalec popravi. Ko ta to stori, demonstrator dopolni preostanek poti po labirintu in skuša pokazati, da se to mora storiti kar najhitreje. Nato izvajalec testa pokaže novincem, naj enako storijo s primeri v testnih polah in jim pove, naj pohitijo. Med potekom testa poskuša demonstrator testirance priganjati, naj pohitijo, po dveh minutah pa morajo zaključiti.

### Test 2
Ta test ocenjuje sposobnost analize kvadratov. Da bi to dosegli, pokaže izvajalec testa na tabli model treh kvadratov in prosi novince, da jih preštejejo. Enako stori z modelom dvanajstih kvadratov. Ko pokaže, kako test deluje, prosi testirance, da obrnejo stran v poli in začnejo z reševanjem. Test ima 16 primerov, pri katerih težavnost narašča: 1) model dveh kvadratov, 2) model štirih kvadratov, 3) model šestih kvadratov, 4) model osmih kvadratov, 5) model dvanajstih kvadratov, 6) model sedemindvajsetih kvadratov, 7) model petnajstih kvadratov, 8) model šestnajstih kvadratov, 9) model osemnajstih kvadratov, 10) model devetnajstih kvadratov, 11) model štiridesetih kvadratov, 12) model desetih kvadratov, 13) model dvaindvajsetih kvadratov, 14) model trinajstih kvadratov, 15) model dvajsetih kvadratov, 16) model petdesetih kock. Po dveh minutah in pol je testa konec, izvajalec opozori testirance, naj zaključijo.

### Test 3
Namen tega testa je oceniti sposobnost analize vzorcev z uporabo X-O serije. Izvajalec testa je najprej pokazal na prazen pravokotnik, nato pa narisal O. Demonstrator je nato vanj narisal preostanek vzorca. Izvajalec testa in demonstrator sta enako storila z drugim vzorcem in pri tem uporabila X. Izvajalec je nato novince spodbudil, da storijo enako s primeri v svojih testih. Po minuti in petinštiridesetih sekundah jih je prosil, da z reševanjem prenehajo.

### Test 4
S tem testom so preverjali sposobnost šifriranja številk s simboli. Da bi to dosegli, je izvajalec testa najprej pokazal na prvo številko ključa na tabli in nato pokazal na simbol pod njo. Enako je storil z vsemi devetimi številkami v ključu. Potem je demonstrator primerno izpolnil vse ustrezne simbole za številke. Izvajalec je nato spodbudil vojake, naj storijo enako z vsemi primeri v svojih testih. Po dveh minutah se je test zaključil z opozorilom izvajalca.

### Test 5
Namenjen je bil kontroliranje sposobnosti prepoznavanja številk. Če so bile te enake v obeh skupinah števil, so testiranci to označili z X. Da bi razumeli, kaj se od njih zahteva, je izvajalec testa najprej poskušal dobiti iz skupine odziv "da" oziroma "ne", ko je pokazal na prvo številko iz prve skupine in prvo številko iz druge skupine ter pri tem vprašal, če sta enaki. Če je bil odziv napačen, je izvajalec še enkrat pokazal na obe števili in jim povedal pravilen odgovor. Nato je izvajalec demonstratorja prosil, da bi narisal imaginarni X in s tem poskušal razložiti novincem, da je to način, s katerim označijo, da sta številki enaki. Izvajalec in demonstrator sta enako storila še s tremi primeri, nato pa je izvajalec pokazal na testne pole in jih pozval, da začnejo z reševanjem. Po treh minutah jih je zaustavil in test je bil končan.

### Test 6
Namen tega testa je bil preverjanje sposobnosti dopolnjevanja slik. Novinci so prejeli slike, na katerih je nekaj manjkalo in so jih morali dopolniti. Da bi to dosegli, je izvajalec testa demonstratorju pokazal sliko roke, na kateri je manjkal prst in mu rekel, naj jo "popravi". Najprej demonstrator ni naredil nič in je le zmedeno gledal, nato mu je izvajalec pokazal na mesto, kjer naj bi se nahajal manjkajoči prst in dvakrat ponovil, naj sliko »popravi«. Demonstrator je nato narisal manjkajoči prst. Izvajalec in demonstrator sta nato ponovila enak postopek z ribo, kateri je manjkalo oko. Nato je izvajalec pokazal še štiri primere, ki jih je demonstrator prav tako rešil. Izvajalec je nato pozval testirance, naj dopolnijo primere v svoji testni poli. Po treh minutah jim je rekel, naj z reševanjem zaključijo. Primeri manjkajočih stvari na slikah vključujejo manjkajoča usta na obrazu, manjkajoče oko, nos, manjkajoče strune na violini, manjkajočega petelina na pištoli in manjkajočo mrežo na teniškem igrišču.

### Test 7
Ta test je dokazoval sposobnost geometrijske konstrukcije. Vojaki so iz kosov kartona morali sestaviti pravokotnik. Izvajalec je narisal lik na tablo, nato pa vzel dva kosa kartona in ju postavil skupaj tako, da sta tvorila obliko lika na tabli. Kosa je nato premaknil in nakazal demonstratorju, naj na tablo nariše rešitev. Enak postopek sta ponovila z drugim in tretjim primerom, četrti primer je demonstrator izvedel sam. Ko je bilo demonstracije konec, je izvajalec naročil testirancem naj enako storijo s primeri, ki jih imajo v testu. Po dveh minutah je bilo testa konec in izvajalec jim je naročil, naj zaključijo.

## Ocenjevanje
"Army Beta" daje številčne ocene, ki jih je potrebno za praktične vojaške namene prevesti v črkovne. V nadaljevanju je predstavljenih nekaj črkovnih ocen, uporabljenih v testu ter njim ustrezne definicije.
Ocena E je bila rezervirana za tiste, ki so bili predlagani za zavrnitev, razrešitev, razvojni bataljon ali storitveno organizacijo. Vsi možje, ki so se zdeli dovolj sposobni za služenje vojaškega roka so bili ocenjeni z oceno D ali več.
Franc Belčič je opravil dokaj obsežno validacijo in standardizacijo testa Revidirana serija beta na vzorcu 1003 oseb, ki so bile testirane v Železarni Jesenice za namene sprejema, razporejanja in usposabljanja. Na tej osnovi je bil pripravljen priročnik, ki ga je izdal Zavod RS za produktivnost dela Ljubljana (1973).
V tabeli so prikazane črkovne ocene s testnimi dosežki na testih "Army Alfa" in "Army Beta".
| Črkovna ocena | Ocena inteligentnosti | Testni dosežek (Army Alfa) | Testni dosežek (Army Beta) | % vseh         |
| ------------- | --------------------- | -------------------------- | -------------------------- | -------------- |
| A             | Visoko nadpovprečni   | 135-212                    | 100-118                    | 4% do 5%.      |
| B             | Nadpovprečni          | 105-134                    | 90-99                      | 8% do 10%.     |
| C+            | Visoko povprečni      | 75-104                     | 80-89                      | 15% do 18%.    |
| C             | Povprečni             | 45-74                      | 65-79                      | Približno 25%. |
| C-            | Nizko povprečni       | 25-44                      | 45-64                      | Približno 25%. |
| D             | Podpovprečni          | 15-24                      | 20-44                      | Približno 15%. |
| D-            | Visoko podpovprečni   | 0-14                       | 0-19                       | Približno 5%.  |